# Somaglia
Somaglia – miejscowość i gmina we Włoszech, w regionie Lombardia, w prowincji Lodi.
Według danych na rok 2004 gminę zamieszkiwało 3199 osób, 159,9 os./km².